# Petăr Kirov
Petăr Kirov (n. 17 septembrie 1942, Kalcevo, Tundja, Iambol, Bulgaria) este un luptător bulgar, medaliat olimpic. A participat la 3 ediții ale Jocurilor Olimpice (1968, 1972, 1976) în care a câștigat două medalii de aur.